# Bida
Bida är en stad i Nigeria i närheten av floden Niger, längs en bibana till järnvägen Lagos-Kano.
Bida var tidigare främst känd för sin koppar- och mässingsindustri.